# Crítica històrica
La crítica històrica és l'estudi i discerniment de fonts documentals sobre personatge o fets històrics per tal d'establir-ne el grau d'autenticitat. Utilitza les ciències auxiliars com l'arqueologia, l'epigrafia, l'anàlisi química de documents… És complementari al mètode filològic de la crítica textual que estudia les característiques d'un text independentment del seu suport material.
El mètode troba les seves arrels en l'Humanisme europeu des del segle xiv quan es va començar assajant estudiar texts i fonts documentals de manera objectiva, sense prejudici ideològic o impediment dogmàtic. Autors com a Erasme de Rotterdam, Jean Mabillon, Daniel Papebroch, Federico Carlo Gravina, Nicolás Antonio, Johann Gottfried Eichhorn i José Sáenz de Aguirre van començar la reconstrucció objectiva del passat «mitjançant la certificació autèntica i fiable de les fonts». L'alacantí Manel Martí i Saragossà (1663-1737) va introduir aquest enfocament nou al País Valencià. L'historiador barceloní Josep Francesc de Móra i Catà (1694-1762) va continuar l'estudi històric en el mateix sentit, tal com Manuel Milà i Fontanals (1818-1884) al segle xix perpetua la tradició de no acceptar cap text com aforat de la crítica històrica.